# 重水素化エタノール
重水素化エタノール（じゅうすいそかエタノール、英: Deuterated ethanol）は、エタノールの同位体置換体（英: isotopologue）である。エタノール中の水素原子（H）が同位体である重水素（D）に置換されている。